# Дъгоцветна водна змия
Дъгоцветна водна змия (Enhydris enhydris), наричана също шнайдерова водна змия, е вид влечуго от семейство Homalopsidae. Видът не е застрашен от изчезване.

## Разпространение
Разпространен е в Бангладеш, Виетнам, Индия, Индонезия (Калимантан, Сулавеси, Суматра и Ява), Камбоджа, Малайзия (Западна Малайзия и Саравак), Мианмар, Непал, Сингапур, Тайланд и Шри Ланка.